# 張㫤
張㫤（1450年—？），字孟明，直隸大名府長垣縣（今河南長垣縣）人，明朝政治人物，成化辛丑進士，官至西安府同知。

## 生平
成化十七年（1481年）辛丑科三甲進士。官兵部武選司主事，出爲西安府同知。

## 家族
曾祖張進；祖父張亨；父張璁，曾任教授。母黃氏；繼母許氏。